# Meister des Polyptychons der Capella Medici

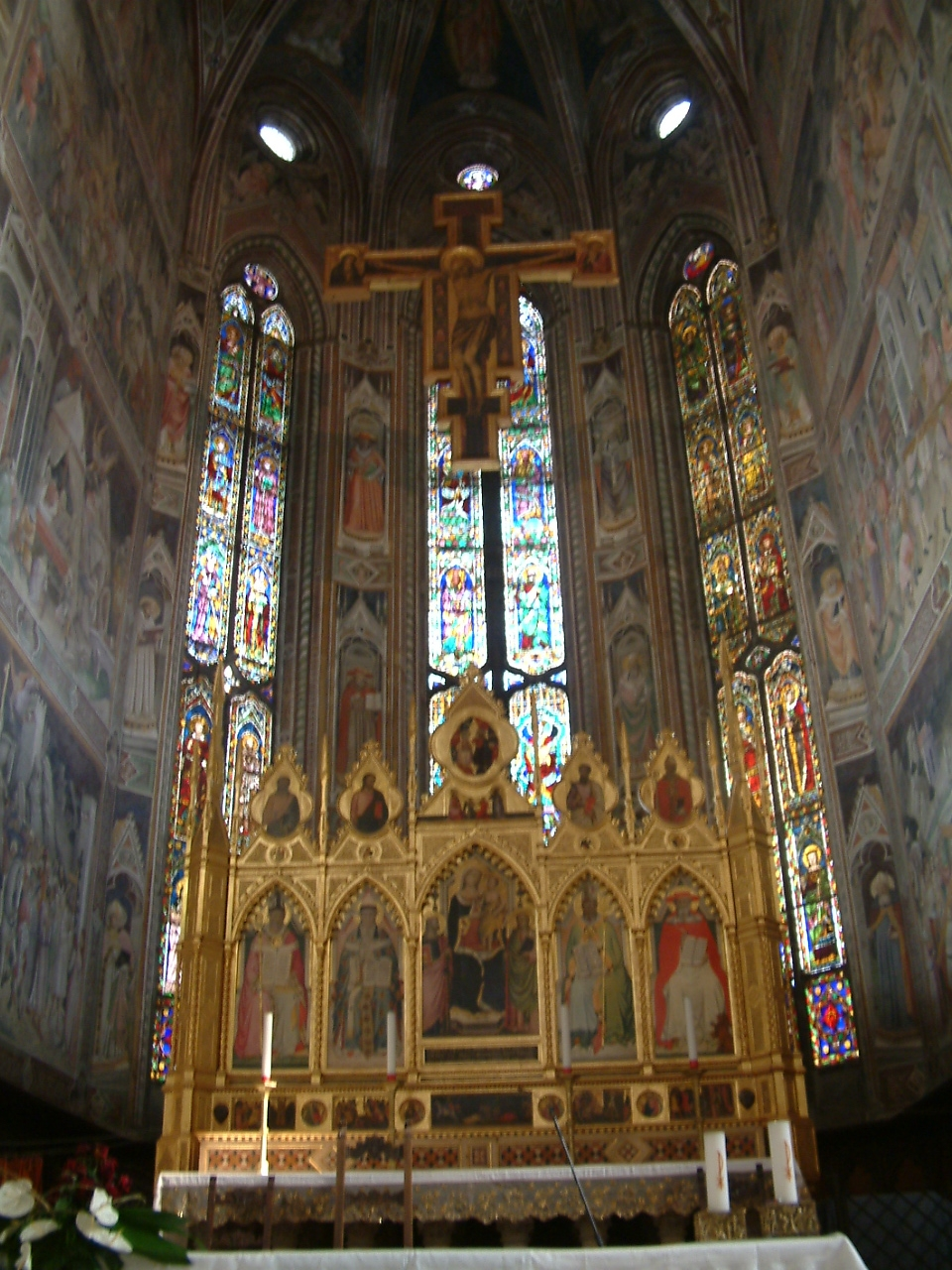
Hochaltar, Florenz, Santa Croce. In den Spitzen des Altars sind vier Werke des Meisters des Polyptychons der Capella Medici integriert

Als Meister des Polyptychons der Capella Medici oder Meister der Capella Medici wird ein norditalienischer Maler bezeichnet, der zwischen ungefähr 1315 und 1335 in Florenz tätig war. Der namentlich nicht bekannte Künstler erhielt seinen Notnamen nach seinen Bildern in der Capella Medici der Kirche Santa Croce in Florenz. In den im 19. Jahrhundert aus mittelalterlichen Teilen zusammengesetzten Hochaltar sind seine erhaltenen Bilder von Halbfiguren von Heiligen und eine Madonna in die Wimperge, die Spitzen des Hochaltars, integriert.
Dem Meister des Polyptychons der Capella Medici werden ein bemaltes Kruzifix in der Staatsgalerie in Stuttgart sowie einige weitere kleinformatige Tafelbilder in Museen in Italien und den Vereinigten Staaten zugeschrieben.
Es wurde in der Kunsthistorik die These vertreten, der Meister des Polyptychons der Capella Medici sei mit dem Meister der Dominikanischen Bildnisse gleichzusetzen. Diese kontroverse Meinung konnte sich jedoch nicht durchsetzen.
Der Meister des Polyptychons der Capella Medici folgt dem Stil eines zuvor schon in Florenz entstandenen Altarbildes des Meisters der Heiligen Cäcilie in der Kirche Santa Cecilia. Eventuell Schüler des Pacino di Bonaguida, der einer der frühesten Maler ist, die die räumliche Bildauffassung Giottos in ihren Miniaturen aufnahmen, ist auch bei den Werken des Meisters des Polyptychons der Capella Medici eine Kenntnis der Malweise Giottos zu finden. Jedoch ist der Meister noch einer älteren aus byzantinischer Ikonen- und italienischer Miniaturmalerei entwickelten kleinformatigen Malweise verpflichtet.